# Маргарита Австрийская (1894—1986)
Маргарита Австрийская ((нем. Margaretha, Erzherzogin von Österreich-Toskana), при рождении Маргарита Райнера Мария Антония Бланка Леопольдина Беатрикс Анна Йозефина фон Габсбург-Лотарингская (нем. Margaretа Rainerа Maria Antonia Blanca Leopoldina Beatrix Anna Josephine von Habsburg-Lothringen), 8 мая 1894, Львов — 21 июня 1986, Виареджо) — австрийская эрцгерцогиня из Тосканской ветви династии Габсбург-Лотаринген, младшей ветви династии Габсбургов. 

## Биография
Эрцгерцогиня Маргарита родилась 8 мая 1894 года во Львове (тогда он назывался Лемберг), став третьей дочерью и ребёнком в семье австрийского эрцгерцога Леопольда Сальватора Австрийского из Тосканской ветви династии Габсбург-Лотаринген, младшей ветви Габсбургов и его супруги испанской инфанты Бланки. В семье уже было две дочери, эрцгерцогини Долорес и Иммакулата. Впоследствии родилось ещё семь детей. Была крещена под именем Маргарита Райнера Мария Антония Бланка Леопольдина Беатрикс Анна Йозефина фон Габсбург-Лотарингская и с титулом «Её Императорское и Королевское Высочество эрцгерцогиня Австрийская, принцесса Венгерская, принцесса Богемская и принцесса Тосканская». В семье девушку назвали Маг. Она была названа в честь своей бабушки со стороны матери, принцессы Маргариты Бурбон-Пармской, умершей за год до её рождения.

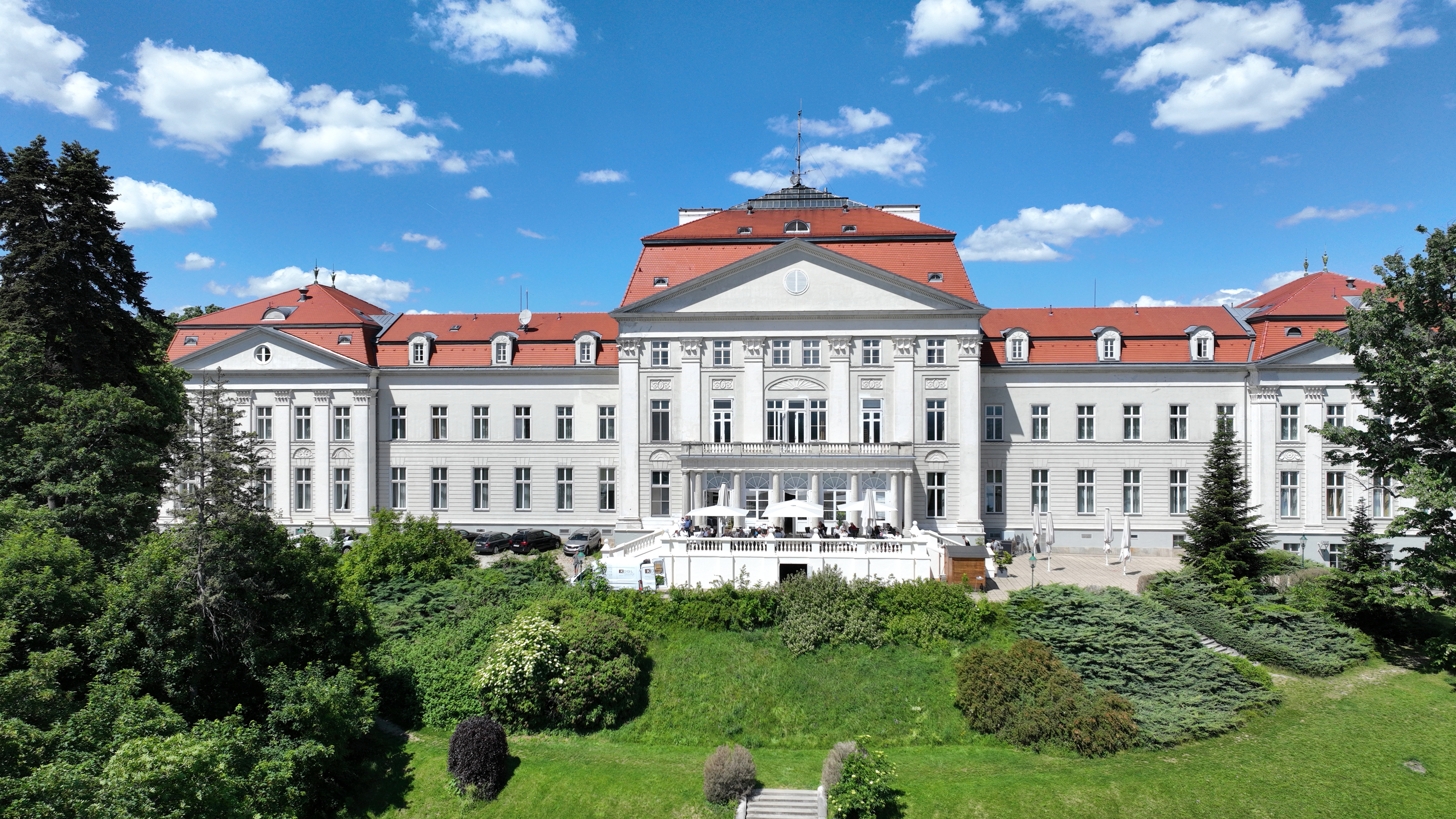
Дворец Вильгельминенберг.

Мать была главой их семьи, обладая властным характером, отец был военным и изобретателем, создавшим несколько военных изобретений. Предки со стороны отца правили в Австрии, Тоскане и Королевстве обеих Сицилий, со стороны матери — в Испании, Франции и герцогстве Парма.
С детства Маргарита была дружна со старшими сестрами, с которыми вместе получала образование. Все три девушки прекрасно рисовали. Эрцгерцогиня владела пятью языками: французским,  немецким, венгерским, испанским и итальянским. Семья жила достаточно богато, в их собственности были два дворца под Веной: Тосканский дворец и Вильгельминеннберг.
После падения австрийской монархии в 1918 году, новое правительство конфисковало все имущество семьи. Они лишись всего своего состояния. Два младших брата Маргариты, эрцгерцоги Леопольд и Райнер решили остаться в Австрии и поддержали республиканское правительство. Остальная семья уехала в Испанию, родину инфанты Бланки. Они осели в Барселоне, семья жила достаточно скромно следующие десять лет. В 1931 году умер отец. В 1936 году после испанской революции, семья была вынуждена покинуть Барселону и вернуться обратно в Австрию.

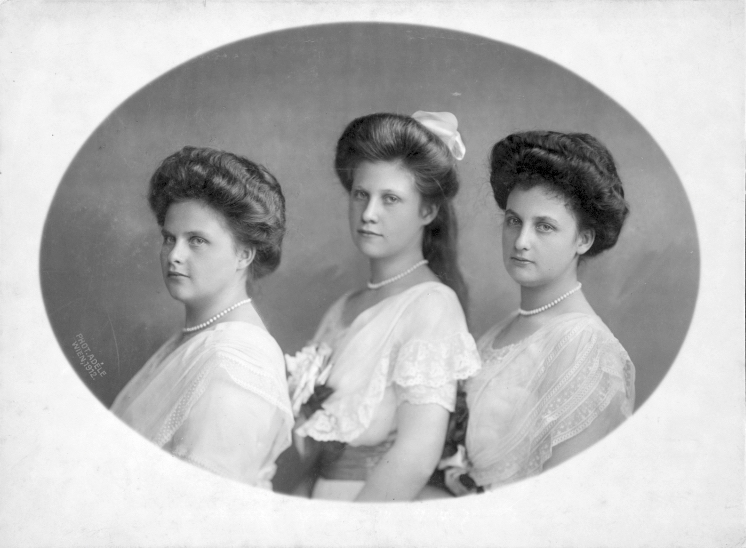
Эрцгерцогини Долорес, Маргарита и Иммакулата

27 ноября 1937 года Маргарита вышла замуж за итальянского аристократа и дипломата Франческо Мария Тальяни де Марчио (1887—1968). Свадьба была проведена на деньги брата Маргариты эрцгерцога Антона и его жены Илеаны Румынской.
Между 1938 и 1943 годами супруги проживали в Нанкине — тогдашней столице Китая, где её супруг был послом Италии. В браке детей не было. В декабре 1937 года японские войска заняли Нанкин. В июне 1940 года Италия вступила во Вторую мировую войну на стороне Германии и Японии. Когда в сентябре 1943 Италия капитулировала, эрцгерцогиня Маргарита вместе с супругом были задержаны и содержались в японском концентрационном лагере до лета 1945 года. В начале 1946 года супруги вернулись в Италию. В феврале 1951 года они переехали в Испанию, где её супруг служил в качестве посла при правительстве Франко до его отставки в 1952 году. Супруги вернулись в Италию и осели в Риме.
В 1968 году супруг скончался. Маргарита жила между Римом и Виареджо, где ей и её сестрам досталось в наследство имение матери (после смерти двух старших сестёр, стала единоличной собственницей имения в Виареджо). Эрцгерцогиня пережила своих сестер и братьев (кроме Ассунты) и умерла в Виареджо в 1986 году в возрасте 92 лет.